# الموظفية
الموظفية (بالسويدية: Medarbetarskap) هي نهج يهدف إلى تطوير ثقافة الملكية والمسؤولية في المؤسسة. تم اعتماد هذه الفلسفة المؤسسية وإجراء البحوث حولها ولا سيما في جزر جنوب أيرلندا.
الموظفية هي عملية يتم فيها التخلي عن التفكير التقليدي فيما يتعلق بالقيادة والتبعية في التسلسل الهرمي. يتم استبدال النموذج التقليدي بتفكير الشراكة وهو علاقة يتحمل فيها كل من المديرين والموظفين المسؤولية تجاه وضع عملهم. الهدف الرئيسي هو تحقيق بيئة عمل تحفز المشاركة بين الموظفين والمديرين. يطور المديرون مهاراتهم في التيسير والمشاركة والكشف وتعلم كيفية الاستفادة الأفضل من معرفة وأفكار ومبادرة موظفيهم.
أحد الاكتشافات التي تكتشفها المؤسسات التي تتبنى هذا النهج هو أن الصفات المتوقعة والمقدرة في القادة هي متطابقة مع تلك لزملائهم في العمل. لذلك تشمل المؤسسة التي تتبنى تطوير الموظفية جميع أفراد القوى العاملة وليس فقط المجتمع القيادي. تشير الأبحاث إلى زيادة في مستويات الانفتاح والصدق وتحمل المسؤولية والثقة المجتمعية.

## عناصر الموظفية
المفتاح في هذا النهج هو أن يكون للفرق القدرة على إجراء محادثات شفافة مع "القائد" الخاص بهم بشأن الأمور التي عادة ما لا تُناقش في بيئة العمل مثل معنى الولاء والانفتاح والشفافية ومعنى العمل وكيف يتناسب مع حياتنا والعلاقات بين أفراد الفريق والمسؤولية والمحاسبة واتخاذ المبادرة والخدمة التي نقدمها للآخرين. عادة ما تتبع المحادثات أسئلة معدة مسبقا لتمكين الاستكشاف العميق.